# 瓜西帕蒂
7°28′0″N 61°28′0″W / 7.46667°N 61.46667°W
瓜西帕蒂（西班牙語：Guasipati），是委內瑞拉的城鎮，位於該國西部玻利瓦爾州，是羅斯西奧市的首府，始建於1757年9月27日，面積6,182平方公里，2011年人口21,165，人口密度為每平方公里3.4人。